# Джен (язык)
Джен (также дза, е идза, джанджо, дженджо, джа, нзанги; англ. dza, e idza, janjo, jen, jenjo, ja; самоназвание: nnwa’ dzâ) — адамава-убангийский язык, распространённый в восточных районах Нигерии, язык народа джен. Входит в состав ветви ваджа-джен подсемьи адамава.
Численность носителей — около 100 000 человек (2014). Письменность основана на латинском алфавите.

## О названии
Самоназвание языка джен — nnwa’ dzâ, самоназвание народа джен — èédzá или ídzà. Наряду с названием «джен» известны также такие варианты основного лингвонима как «дза», «джа», «нзанги», «е идза», в том числе и локальные варианты «джанджо» и «дженджо».

## Классификация
Согласно классификациям, представленным в справочнике языков мира Ethnologue и в «Большой российской энциклопедии», язык джен включён в группу джен вместе с языками бурак, кьяк, лелау (мунга-лелау), ло (лоо), махди, мак, досо (мунга-досо, минганг-досо), моо и тха. Указанная группа входит в состав ветви ваджа-джен подсемьи адамава адамава-убангийской семьи.
В классификации адамава-убангийских языков Р. Бленча, представленной в издании The Adamawa Languages, состав группы джен ограничен четырьмя языками, помимо языка джен (дза, джанджо) в это языковое объединение входят языки мунга досо (досо, минганг досо), нва ээджии (джооле) и тха (джооле манга). Языки бурак, лелау, ло, махди и другие выделены в группу биквин. Группа джен вместе с группой биквин включены в состав языковой ветви биквин-джен подсемьи адамава адамава-убангийской семьи. В классификации, опубликованной в издании An Atlas of Nigerian Languages, состав группы джен представлен пятью языками, помимо языка джен (дза) в группу включаются языки минганг досо, джооле, тха и канава.
В классификации У. Кляйневиллингхёфера, опубликованной в базе данных по языкам мира Glottolog, язык джен вместе с языками минганг досо и тха составляют языковое единство джен, которое последовательно включается в следующие языковые объединения: языки биквин-джен, языки ваджа-джен, языки центральные гур, языки гур и северные вольта-конголезские языки. Последние вместе с языками бенуэ-конго, кру, ква вольта-конго и другими образуют объединение вольта-конголезских языков.
По общепринятой ранее классификации Дж. Гринберга 1955 года, язык джен был единственным представителем одной из 14 подгрупп группы адамава адамава-убангийской семьи.

## Лингвогеография

### Ареал и численность
Ареал языка джен размещён на востоке Нигерии по обоим берегам реки Бенуэ в её среднем течении. Согласно современному административно-территориальному делению Нигерии, носители языка джен расселены в приграничных районах трёх штатов — Тараба, Адамава и Гомбе. В штате Тараба язык джен распространён в районах Карим Ламидо, Лау, Джалинго, Гассол, Иби и Ардо-Кола, в штате Адамава — в районах Нуман и Ламурде, в штате Гомбе — в районе Баланга. Центром этнической территории народа джен является селение Дза (Джен).
С востока и юга ареал языка джен граничит с областью распространения джукуноидных языков: с востока — с ареалом языка джиба, с юга — с ареалом языка шоо-минда-нье. С запада и севера к ареалу языка джен примыкает область распространения близкородственных адамава-убангийских языков: с юго-запада — ареалы языков лака и тха, с запада — ареал языка лелау, с северо-запада — ареал языка минганг досо, с севера — ареал языка ква.
По данным 1952 года численность носителей языка джен составляла 6100 человек (возможно, вместе с носителями языка тха). Согласно сведениям, представленным в справочнике Ethnologue, численность говорящих на языке джен в 2014 году составила 100 000 человек. По современным оценкам сайта Joshua Project численность носителей этого языка составляет 33 000 человек (2017).

### Социолингвистические сведения
Согласно данным сайта Ethnologue, по степени сохранности язык джен является так называемым уязвимым языком, поскольку передача этого языка от старшего поколения носителей к младшему нарушена. Несмотря на сравнительно большое число говорящих на языке джен (до 100 тысяч человек) и использование его представителями этнической общности джен всех поколений, полноценно родным языком владеет только 30 % молодёжи, а читать и писать на нём могут чуть более сотни человек. Отмечается постепенное вытеснение языка джен из повседневного общения языком хауса и нигерийским пиджином. Как второй язык джен распространён среди носителей джукуноидного языка шоо-минда-нье. Представители народа джен в основном исповедуют христианство (80 %), часть из них придерживается традиционных верований (10 %) и является мусульманами (10 %).

### Диалекты
В области распространения языка джен, согласно сведениям из базы данных по языкам мира Glottolog, выделяют три диалекта — джауле, кайгама и ларедо. По информации, публикуемой справочником Ethnologue, этническая территория народа джен разделена на четыре общности — йе (саредоу, кайгама), дзака (кахала), нгвабанг (саретунде) и е’жи (джауле), диалектные различия между которыми незначительны.

## Лингвистическая характеристика

### Фонетика и фонология
Система вокализма языка джен включает следующие гласные фонемы: a, ə, e, ɛ, i, ɨ, o, ɔ, u (каждая гласная, кроме e и o противопоставляется соответствующей назализованной гласной — ã, ĩ и другими).
Система консонантизма представлена согласными b, ch, d, dz, f, g, gb, h, j, k, kp, l, m, n, ng, ny, p, s, sh, t, ts, v, w, z и zh.

### Морфология

#### Числительное
В языке джен применяется пятеричная система счисления.
Примеры числительных от 1 до 21, десятков, сотен 100 и 200, тысяч 1000 и 2000 и некоторых других:
| 1  | tsɨnɡ                 |
| 2  | bwənɡ / bwayunɡ       |
| 3  | bwatə                 |
| 4  | bwanyə                |
| 5  | bwahmə                |
| 6  | hwĩtsɨnɡ (5+1)        |
| 7  | hwĩyunɡ (5+2)         |
| 8  | hwĩtə (5+3)           |
| 9  | hwĩnyə (5+4)          |
| 10 | bwahywə               |
| 11 | bwahywə ji tsɨnɡ      |
| 12 | bwahywə ji bwənɡ      |
| 13 | bwahywə ji bwatə      |
| 14 | bwahywə ji bwanyə     |
| 15 | bwali                 |
| 16 | bwali ji tsɨnɡ (15+1) |
| 17 | bwali ji yunɡ (15+2)  |
| 18 | bwali ji tə (15+3)    |
| 19 | bwali ji nyə (15+4)   |
| 20 | nɡwutsɨnɡ             |

| 21     | nɡwutsɨnɡ ji tsɨnɡ            |
| 30     | nɡwutsɨnɡ ji hywə             |
| 31     | nɡwutsɨnɡ ji hywə kya tsɨnɡ   |
| 35     | nɡwutsɨnɡ ji li               |
| 36     | nɡwutsɨnɡ ji li kya tsɨnɡ     |
| 40     | nɡwuyunɡ (20x2)               |
| 50     | nɡwuyunɡ ji hywə              |
| 60     | nɡwutə (20x3)                 |
| 70     | nɡwutə ji hywə                |
| 80     | nɡwunyə (20x4)                |
| 90     | nɡwunyə ji hywə               |
| 100    | nɡwunhmə (20x5)               |
| 200    | nɡwuhywə (20x10)              |
| 1000   | nɡwufe                        |
| 2000   | nɡwuhmə kya nɡwutsɨnɡ         |
| 50 000 | nɡwuhmə kya nɡwuhmə pu bwahmə |